# 내림 데이터
범주론에서 내림 데이터(-data, 영어: descent datum, 프랑스어: donnée de descente)는 어떤 올범주의 밑범주 속의 대상의 덮개 위에 주어진, 각 덮개 원소 위의 올범주의 대상들로 구성된 구조이다. 이를 사용하여, 일부 경우 밑범주 속의 대상의 올범주의 한 원소를 유일하게 재구성할 수 있다. 어떤 경우 이러한 재구성이 가능한지를 연구하는 수학 분야를 내림 이론(영어: descent theory, 프랑스어: théorie de la descente)이라고 한다.

## 정의

### 체를 통한 정의
다음과 같은 데이터가 주어졌다고 하자.
- 작은 범주 {\displaystyle {\mathcal {C}}}
- {\displaystyle {\mathcal {C}}} 위의 올범주 {\displaystyle \Pi \colon {\mathcal {F}}\to {\mathcal {C}}}
- {\displaystyle {\mathcal {C}}} 속의 대상 {\displaystyle U\in {\mathcal {C}}}
- {\displaystyle U} 위의 체 {\displaystyle S\subseteq \hom _{\mathcal {C}}(-,U)}

그렇다면, {\displaystyle S}는 함자
{\displaystyle {\mathcal {C}}^{\operatorname {op} }\to \operatorname {Set} }
{\displaystyle X\mapsto S(X)}
{\displaystyle \left(X{\xrightarrow {f}}Y\right)\mapsto \left(S(Y){\xrightarrow {f^{*}}}S(X)\right)}
로 생각할 수 있다. 이에 대하여 그로텐디크 구성을 가하여 올범주
{\displaystyle \Pi _{S}\colon \operatorname {Elem} (S)\to {\mathcal {C}}}
를 정의할 수 있다. 여기서 {\displaystyle \operatorname {Elem} (S)}의 대상 {\displaystyle (X,\iota )}는 {\displaystyle X\in {\mathcal {C}}} 및 {\displaystyle (\iota \colon X\to U)\in S(X)}로 구성된다. 즉, {\displaystyle X} 위의 올은 {\displaystyle S(X)}이다.
{\displaystyle S} 위의 내림 데이터는 {\displaystyle {\mathcal {C}}}-올범주의 사상
{\displaystyle F\colon \operatorname {Elem} (S)/{\mathcal {C}}\to {\mathcal {F}}/{\mathcal {C}}}
이다. 즉, 가환 그림
{\displaystyle {\begin{matrix}\operatorname {Elem} (S)&\to &{\mathcal {F}}\\&\searrow &\downarrow \\&&{\mathcal {C}}\end{matrix}}}
을 이루며, 데카르트 사상을 데카르트 사상으로 대응시키는 함자이다.

### 구체적 정의
다음과 같은 데이터가 주어졌다고 하자.
- 위치 {\displaystyle {\mathcal {C}}}
- {\displaystyle {\mathcal {C}}} 위의 올범주 {\displaystyle \Pi \colon {\mathcal {F}}\to {\mathcal {C}}}
- {\displaystyle {\mathcal {C}}}의 대상 {\displaystyle U\in {\mathcal {C}}}
- {\displaystyle U}의 덮개체 {\displaystyle \{\iota _{i}\colon U_{i}\to U\}_{i\in I}}

그렇다면, {\displaystyle S} 위의 내림 데이터는 다음과 같은 데이터로 주어진다.
- 각 {\displaystyle i\in I}에 대하여, 대상 {\displaystyle F_{i}\in {\mathcal {F}}(U_{i})}
- 임의의 사상 {\displaystyle u\colon U_{i}\to U_{j}}에 대하여 ({\displaystyle \iota _{j}\circ u=\iota _{i}}),  {\displaystyle \Pi (\phi _{u})=u}인 데카르트 사상 {\displaystyle \phi _{u}\colon F_{i}\to F_{j}}

이 데이터는 다음 조건들을 만족시켜야 한다.
- {\displaystyle u=\operatorname {id} _{U_{i}}}일 때, {\displaystyle \phi _{\operatorname {id} _{U_{i}}}=\operatorname {id} _{F_{i}}}
- 임의의 {\displaystyle U_{i}{\xrightarrow {u}}U_{j}{\xrightarrow {v}}U_{k}}에 대하여 ({\displaystyle \iota _{j}\circ u=\iota _{i}}, {\displaystyle \iota _{k}\circ v=\iota _{j}}), {\displaystyle \phi _{v\circ u}=\phi _{v}\circ \phi _{u}}

만약 올범주 {\displaystyle {\mathcal {F}}/{\mathcal {C}}}의 쪼갬이 주어졌다면, 쪼갬에 의하여 주어진 표준적 올림 {\displaystyle u^{*}F_{j}\to F_{j}}이 주어지며, 이 경우 (데카르트 사상의 보편 성질에 의하여) {\displaystyle \phi _{u}}는 (유일하게 결정되는) 동형 사상 {\displaystyle F_{i}\to u^{*}F_{j}}으로 생각해도 된다. 그러나 내림 데이터의 개념은 선택한 쪼갬에 의존하지 않는다.

### 덮개를 통한 정의
체를 사용한 정의는 체를 생성하는 사상 집합 {\displaystyle \{\iota _{i}\colon U_{i}\to U\}}에 대하여 적용되도록 번역할 수 있다. 즉, 다음과 같은 데이터가 주어졌다고 하자.
- 모든 당김을 갖는 작은 범주 {\displaystyle {\mathcal {C}}}
- {\displaystyle {\mathcal {C}}} 위의 올범주 {\displaystyle \Pi \colon {\mathcal {F}}\to {\mathcal {C}}}
- {\displaystyle {\mathcal {C}}}의 대상 {\displaystyle U\in {\mathcal {C}}}
- {\displaystyle U}를 공역으로 하는 사상들의 집합 {\displaystyle \{\iota _{i}\colon U_{i}\to U\}_{i\in I}}.

그렇다면, {\displaystyle S} 위의 내림 데이터는 다음과 같은 데이터로 주어진다.
- 각 {\displaystyle i\in I} 및 사상 {\displaystyle f\colon X\to U_{i}}에 대하여, 대상 {\displaystyle F_{i,f}\in {\mathcal {F}}(X)}
- 각 가환 오각형  {\displaystyle {\begin{matrix}X&{\overset {f}{\to }}&U_{i}&{\overset {\iota _{i}}{\to }}&U\\\scriptstyle u\downarrow &&&&\|\\X'&{\underset {f'}{\to }}&U_{j}&{\underset {\iota _{j}}{\to }}&U\end{matrix}}}에 대하여, {\displaystyle \Pi (F_{i,f,u,j,f'})=u}인 데카르트 사상 {\displaystyle \phi _{i,f,u,j,f'}\colon F_{i,f}\to F_{j,f'}}

이 데이터는 다음 조건들을 만족시켜야 한다.
- {\displaystyle f\colon X\to U_{i}}에 대하여, {\displaystyle \phi _{i,f\operatorname {id} _{X},i,f}=\operatorname {id} _{F_{i}}}
- 임의의 당김 {\displaystyle {\begin{matrix}U_{i}\times _{U}U_{j}&\to &U_{i}\\\downarrow &&\downarrow \scriptstyle \iota _{i}\\U_{j}&{\underset {\iota _{j}}{\to }}&U\end{matrix}}}에 대하여, {\displaystyle F_{i,\operatorname {proj} _{U_{i}}}=F_{j,\operatorname {proj} _{U_{j}}}}
- 임의의 가환 그림 {\displaystyle {\begin{matrix}X&{\overset {f}{\to }}&U_{i}&{\overset {\iota _{i}}{\to }}&U\\\scriptstyle u\downarrow &&&&\|\\X'&{\underset {f'}{\to }}&U_{j}&{\underset {\iota _{j}}{\to }}&U\\\scriptstyle v\downarrow &&&&\|\\X''&{\underset {f''}{\to }}&U_{k}&{\underset {\iota _{k}}{\to }}&U\end{matrix}}}에 대하여, {\displaystyle \phi _{j,f',v,k,f''}\circ \phi _{i,f,u,j,f'}=\phi _{k,f'',v\circ u,i,f}}

올범주 {\displaystyle {\mathcal {F}}/{\mathcal {C}}}의 정규 쪼갬이 주어졌다고 하자. 즉, 각 {\displaystyle F\in {\mathcal {F}}} 및 {\displaystyle f\in \operatorname {Mor} ({\mathcal {C}})}에 대하여 올림
{\displaystyle f^{*}X{\xrightarrow {\phi _{f,X}}}X}
가 주어졌고, 항등 사상의 올림이 항등 사상이라고 하자. 또한, 다음과 같은 데이터가 주어졌다고 하자.
- 각 {\displaystyle i\in I}에 대하여, 대상 {\displaystyle F_{i}\in {\mathcal {F}}(U_{i})}
- 각 {\displaystyle i,j\in I} 및 당김 {\displaystyle U_{i}{\xleftarrow {\operatorname {proj} _{U_{i}}}}U_{i}\times _{U}U_{j}{\xrightarrow {\operatorname {proj} _{U_{j}}}}U_{j}}에 대하여, 동형 사상 {\displaystyle \phi _{ij}\colon \operatorname {proj} _{U_{j}}^{*}F_{j}\to \operatorname {proj} _{U_{i}}^{*}F_{i}}

이 데이터가 다음 조건을 만족시킨다고 하자.
- 모든 {\displaystyle i\in I}에 대하여 {\displaystyle \phi _{i,i}=\operatorname {id} }이며, {\displaystyle \phi _{i,j}\circ \phi _{j,i}=\operatorname {id} }이다.
- (공사슬 조건 영어: cocycle condition) 모든 {\displaystyle i,j,k\in I}에 대하여, {\displaystyle \operatorname {proj} _{13}^{*}\phi _{i,k}=\operatorname {proj} _{12}^{*}\phi _{i,j}\circ \operatorname {proj} _{23}^{*}\phi _{j,k}\colon \operatorname {proj} _{3}^{*}F_{i}\to \operatorname {proj} _{1}^{*}F_{k}}. 여기서 {\displaystyle \operatorname {proj} _{(-)}}는 {\displaystyle U_{i}\times _{U}U_{j}\times _{U}U_{k}}의 각종 사영 사상이다.

그렇다면, 임의의 사상 {\displaystyle f\colon X\to U_{i}}에 대하여 {\displaystyle F_{i,f}=\operatorname {dom} f^{*}F_{i}}인 내림 데이터를 찾을 수 있다. 또한, 모든 내림 데이터는 이러한 꼴의 내림 데이터와 동형이다. 즉, 위와 같이, 쪼갬과 공사슬 조건을 통해 정의한 내림 데이터의 범주는 체를 통하여 정의한 내림 데이터의 범주와 동치이다.

### 효과적 내림
올범주 {\displaystyle \Pi \colon {\mathcal {E}}\to {\mathcal {B}}} 및 {\displaystyle {\mathcal {B}}} 위의 그로텐디크 위상 및 대상 {\displaystyle U\in {\mathcal {B}}} 및 그 덮개 {\displaystyle \{U_{i}\to U\}_{i\in I}}에 대하여, 다음과 같은 두 범주를 생각할 수 있다.
- {\displaystyle U} 위의 올 {\displaystyle {\mathcal {E}}(U)}
- 덮개 {\displaystyle \{U_{i}\to U\}_{i\in I}}에 대한 내림 데이터의 범주 {\displaystyle \operatorname {Desc} (\{U_{i}\to U\}_{i\in I})}

또한, {\displaystyle \Pi } 위의 쪼갬이 주어졌다면, 자연스러운 함자
{\displaystyle {\mathcal {E}}(U)\to \operatorname {Desc} (\{\iota _{i}\colon U_{i}\to U\}_{i\in I})}
가 존재한다. 이 함자는 {\displaystyle F\in {\mathcal {E}}(U)}에 대하여, {\displaystyle F_{i}}에 대하여
{\displaystyle F_{i}=\iota _{i}^{*}F}
를 대응시킨다.
만약 이 함자 {\displaystyle {\mathcal {E}}(U)\to \operatorname {Desc} (\{\iota _{i}\}_{i\in I})}
가 충실충만한 함자라면, 덮개 {\displaystyle \{\iota _{i}\}_{i\in I}}가 충실충만한 내림(充實充滿-, 영어: fully faithful descent)을 보인다고 한다. 만약 이 함자가 범주의 동치라면, 덮개 {\displaystyle \{\iota _{i}\}_{i\in I}}가 효과적 내림(效果的-, 영어: effective descent)을 보인다고 한다. 충실충만한 내림의 경우, 특정 내림 데이터로부터 {\displaystyle {\mathcal {E}}(U)} 속의 올을 재구성할 수 있으며, 효과적 내림의 경우 모든 내림 데이터로부터 이러한 올을 재구성할 수 있다. (이 조건들은 올범주의 쪼갬의 손택에 의존하지 않는다.)
올범주 {\displaystyle \Pi \colon {\mathcal {E}}\to {\mathcal {B}}} 및 {\displaystyle {\mathcal {B}}} 위의 그로텐디크 위상에 대하여,
- 만약 {\displaystyle {\mathcal {B}}} 위의 모든 덮개에 대하여 충실충만한 내림이 성립한다면, {\displaystyle \Pi }를 준스택(영어: prestack)이라고 한다.
- 만약 {\displaystyle {\mathcal {B}}} 위의 모든 덮개에 대하여 효과적 내림이 성립한다면, {\displaystyle \Pi }를 스택(영어: stack)이라고 한다.

## 예

### 연속 함수
위상 공간의 범주의 화살표 범주 {\displaystyle \operatorname {Top} ^{\to }}를 생각하자. 연속 함수를 그 공역으로 대응시키는 함자
{\displaystyle \operatorname {cod} \colon \operatorname {Top} ^{\to }\to \operatorname {Top} }
에 의하여, 이는 올범주를 이루며, {\displaystyle X} 위의 올은 조각 범주 {\displaystyle \operatorname {Top} /X}이다.
이 경우, 위상 공간의 통상적인 그로텐디크 위상에서, 덮개는 (위상수학의) 열린 덮개이며, 모든 열린 덮개에 대하여 효과적 내림이 성립한다. 즉, {\displaystyle \operatorname {Top} ^{\to }}은 {\displaystyle \operatorname {Top} } 위의 스택을 이룬다.

### 준연접층
준연접층 {\displaystyle \operatorname {QCoh} (-)}는 스킴의 범주 {\displaystyle \operatorname {Sch} } 위의 올범주를 이룬다. {\displaystyle \operatorname {Sch} } 위의, fpqc 위상에서의 모든 덮개에 대하여 유효 내림이 성립한다. 따라서, {\displaystyle \operatorname {QCoh} }는 (fpqc 위상을 부여한) {\displaystyle \operatorname {Sch} } 위의 스택을 이룬다. fpqc 위상은 매우 섬세하며, 이보다 더 엉성한 위상 (에탈 위상, 자리스키 위상) 등에서도 따라서 효과적 내림이 성립한다.
보다 일반적으로, 임의의 스킴 {\displaystyle S\in \operatorname {Sch} }에 대하여, {\displaystyle \operatorname {QCoh} (-)}는 조각 범주 {\displaystyle \operatorname {Sch} /S} 위의 올범주를 이루며, fpqc 위상을 부여한다면 이 역시 스택을 이룬다.

## 역사
내림 이론 및 내림 데이터는 《마리 숲 대수기하학 세미나》 1권에서 도입되었다.

## 같이 보기
- 스택 (수학)
- 그로텐디크 위상